# Oktober 2022
Dit artikel geeft een chronologisch overzicht van de belangrijkste gebeurtenissen per dag in de maand oktober van het jaar 2022.

## Gebeurtenissen

### 1 oktober
- Junta-leider Ibrahim Traoré werpt de zittende regering van Paul-Henri Damiba omver in Burkina Faso.[1]

### 2 oktober
- In de Indonesische stad Malang komen zeker 125 mensen om het leven bij rellen na afloop van een voetbalwedstrijd tussen Arema FC en Persebaya Surabaya. De meeste slachtoffers vielen toen de politie de rellende supporters met traangas probeerde te verdrijven.[2] (Lees verder)

### 4 oktober
- Een vanuit Noord-Korea afgevuurde ballistische raket vliegt over Japans grondgebied alvorens in de Stille Oceaan te belanden. Zuid-Korea, Japan en de Verenigde Staten vuren als reactie ook raketten af.[3][4]

### 6 oktober
- In de Thaise stad Nongbua Lamphu doodt een 34-jarige oud-politieagent zeker 38 mensen in een kinderdagverblijf, waarna hij ook zijn gezin en zichzelf ombrengt. De man was enkele maanden eerder ontslagen vanwege drugsmisbruik.[5]

### 8 oktober
- Door een explosie en daaropvolgende brand storten delen van de Krimbrug, die onder meer gebruikt wordt voor de bevoorrading van Russische troepen op de Krim (die daar zijn vanwege de Russische invasie van Oekraïne) in.[6]

### 17 oktober
- In de Russische stad Jejsk stort een gevechtsvliegtuig op een appartementengebouw. Er vallen zeker vier doden en 25 gewonden. De piloten van het toestel weten zichzelf te redden met schietstoelen. Het toestel zou bezig zijn geweest met een trainingsmissie.[7]

### 19 oktober
- Na twee dagen vermist te zijn geweest, worden in Nederland de lichamen van de meervoudig gehandicapte Hebe (10) en haar begeleidster Sanne (26) teruggevonden nabij knooppunt Empel. Ze zaten in een Kia Picanto die bij het knooppunt te water is geraakt.[8] De politie gaat uit van een noodlottig ongeval.[9]

### 20 oktober
- De Britse premier Liz Truss treedt na 45 dagen af als partijleider van de Conservatieve Partij.[10]Wikinieuws Zij zal vijf dagen later worden opgevolgd door Rishi Sunak.
- In de Tsjadische steden Ndjamena en Moundou vallen bij protesten tegen de overheid in totaal zeker 60 doden, volgens de plaatselijke autoriteiten.[11]

### 21 oktober
- Bij het Schuitengat, in de buurt van Terschelling, vallen vier doden en meerdere gewonden als een snelboot van rederij Doeksen in aanvaring komt met een watertaxi met daarin acht opvarenden.[12] Wikinieuws

### 22 oktober
- Giorgia Meloni en haar ministersploeg worden officieel beëdigd. Meloni wordt hiermee de nieuwe en tevens de eerste vrouwelijke premier van Italië.[13] (Lees verder)

### 23 oktober
- In Brussel lopen ca. 25.000 demonstranten mee in een speciale "klimaatmars", die is bedoeld om meer aandacht te vragen voor de opwarming van de Aarde. In andere Europese steden worden vergelijkbare demonstraties gehouden.[14]
- De Chinese president Xi Jinping wordt verkozen voor een derde termijn als secretaris-generaal van de Communistische Partij van China.[15]

### 24 oktober
- De Britse politicus Rishi Sunak wordt verkozen tot nieuwe leider van de Conservative Party en is daarmee automatisch de nieuwe premier van het Verenigd Koninkrijk, als opvolger van Liz Truss.[16]

### 27 oktober
- In een supermarkt in de Italiaanse plaats Assago steekt een 46-jarige man willekeurig mensen neer. Een kassier overleeft de aanval niet. Vijf anderen raken gewond, onder wie voetballer Pablo Marí. De dader wordt ontwapend en overmeesterd door enkele omstaanders, onder wie ex-voetballer Massimo Tarantino.[17][18]

### 29 oktober
- Tijdens een Halloweenviering in Itaewon, een uitgaansgebied in de Zuid-Koreaanse hoofdstad Seoel, komen 154 mensen om het leven door verdrukking als gevolg van de massale paniek die ontstaat in een voor de vele feestgangers te nauwe straat.[19]Wikinieuws
- Bij een bomaanslag in de Somalische hoofdstad Mogadishu komen zeker 100 mensen om het leven. Het ministerie van Onderwijs is een van de doelwitten. Volgens de autoriteiten is de aanslag het werk van terreurorganisatie Al-Shabaab.[20]
- Het Kremlin beweert dat in de havenstad Sebastopol (in de door Rusland geannexeerde Krim) twee marineschepen van de Zwarte Zeevloot zijn beschadigd door een Oekraïense drone-aanval. Naar aanleiding hiervan schort Rusland zijn medewerking aan de in juli overeengekomen graandeal op.[21]

### 30 oktober
- In Morbi, een stad in de Indiase deelstaat Gujarat, komen ten minste 141 mensen om het leven bij het instorten van een hangbrug uit de negentiende eeuw. De brug, een toeristische attractie, was net de week daarvoor heropend na een renovatie van een half jaar.[22]
- In het Stade des Martyrs in de Congolese hoofdstad Kinshasa vallen tijdens een popconcert van de zanger Fally Ipupa zeker 11 doden door verdrukking. Vermoedelijk waren er in het stadion te veel aanwezigen.[23]
- Een team van wetenschappers maakt bekend een aantal onbekende vogelsoorten te hebben ontdekt op de Indonesische Wakatobi-eilanden. Het gaat om ondersoorten van de honingzuiger.[24]
- Luiz Inácio Lula da Silva verslaat de zittende president Jair Bolsonaro bij de Braziliaanse presidentsverkiezingen met een nipte meerderheid van 51%.[25] (Lees verder)

## Overleden
<< · januari · februari · maart · april · mei · juni · juli · augustus · september · oktober · november · december · >>